# Bruno Garzena
Bruno Garzena (ur. 2 lutego 1933 w Venaria Reale, zm. 30 lipca 2024 w Turynie) – włoski piłkarz, grający na pozycji obrońcy.

## Kariera piłkarska

### Kariera klubowa
Wychowanek Juventusu, w barwach którego w 1952 rozpoczął karierę piłkarską. W sezonie 1953/54 bronił barw Alessandrii, po czym wrócił do Juventusu. W sezonie 1960/61 został wypożyczony do Lanerossi Vicenza. W 1962 przeszedł do Modeny. Następnie do 1966 występował w klubach Napoli i Ivrea.

### Kariera reprezentacyjna
23 marca 1958 roku debiutował w narodowej reprezentacji Włoch w meczu przeciwko Austrii (2:3).

## Sukcesy i odznaczenia

### Sukcesy klubowe
Juventus
- mistrz Włoch (2x): 1957/58, 1959/60
- zdobywca Pucharu Włoch (2x): 1958/59, 1959/60